# Gang Related (banda sonora)
Gang Related es la banda sonora oficial de la película Gang Related, lanzada el 7 de octubre de 1997. Incluye cuatro canciones del rapero y actor de la película Tupac Shakur. El álbum alcanzó el segundo puesto en la lista Billboard 200 y el primero en la Billboard Top R&B/Hip-Hop Albums. La banda sonora vendió 400.989 copias en su primera semana y posteriormente fue certificada doble platino por la RIAA.

## Lista de canciones
Disco 1
1. "Way Too Major" - Daz Dillinger, Tray Deee
2. "Life's So Hard" - 2Pac (voces de Snoop Dogg)
3. "Greed" - Ice Cube
4. "Get Yo Bang On" - Mack 10
5. "These Days" - Nate Dogg, Daz Dillinger
6. "Mash For Our Dreams" - Storm, Daz Dillinger, Young Noble
7. "Free'em All" - J. Flexx, Tha Realest
8. "Staring Through My Rear View" - 2Pac (con Outlawz)
9. "Devotion" - Paradise
10. "I Can't Fix It" - Jackers
11. "Questions" - Tech N9ne
12. "Hollywood Bank Robbery" - The Gang (Big C Style, Lil Flossy, Daz Dillinger), Snoop Dogg, Kurupt

Disco 2
1. "Made Niggaz" - 2Pac (con Outlawz)
2. "Loc'd Out Hood" - Kurupt
3. "Gang Related" - WC, CJ Mac, Daz Dillinger, Tray Deee
4. "Keep Your Eyes Open" - O.F.T.B.
5. "Lady" - 6 Feet, Storm
6. "Take A Nigga Like Me" - Young Soldierz
7. "What Have You Done?" - B.G.O.T.I.
8. "What's Ya Fantasy" - Tha Outlawz, Daz Dillinger
9. "A Change To Come" - J-Flexx, Tha Realest, Bahamadia, Kool & the Gang, Con-Funk-Shun
10. "Freak Somethin'" - Roland
11. "Feelin A Good Thang" - 2DV
12. "Lost Souls" - 2Pac (con Outlawz)